# 尚州市
尚州市（：／ Sangju si */?），又稱三白（指的是稻米、蠶繭、和柿餅），是大韓民國慶尚北道西部的一個城市。面積1254.82平方公里，2007年人口10萬7266人。

## 歷史
早期為沙伐國，後併入新羅，設沙伐州，後稱尚州，為新羅九州之一。慶尚道的「尚」字即取自這裡。1986年設市。

## 友好城市
- 全羅北道高敞郡（1999年）
- 首爾江西區（2003年）
- 美国加州戴維斯（2004年）
- 中国江西省宜春市（2005年）

## 姊妹市
- 臺灣基隆市（2013年）